# Aaahh!!! Riktiga Monster
Aaahh!!! Riktiga Monster (engelska: Aaahh!!! Real Monsters) är en amerikansk animerad serie som skapats av Gábor Csupó och Peter Gaffney. Showen sändes under fyra säsonger från 1994 till 1997 på Nickelodeon. I Sverige visades serien på Nickelodeon Sverige och som Barnkanalen.

## Handling
Aaahh!!! Riktiga Monster handlar om tre unga monstren Ickis, Oblina och Krumm som går på en skola för att lära sig att skrämma slag på människor.